# Куколд
Куколд або каколд (англ. Cuckold, cucki, cuck або cux) — чоловік, особливо у сфері БДСМ, який у відданому партнерстві чи любовних стосунках отримує сексуальне задоволення через інтимний контакт свого партнера з іншими людьми. Куколд може надавати перевагу вуаєристській, мазохістській та/або покірній поведінці. Жінку, яка отримує сексуальне задоволення від інтимного контакту свого партнера-чоловіка з іншими жінками, називають какквін.

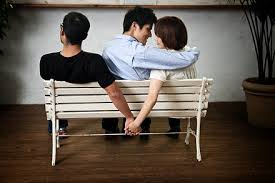
Закохана пара і третя особа.

У біології куколд — це самець, який мимоволі вкладає батьківські зусилля в молодих дітей, які генетично не є його нащадками. Чоловіка, який усвідомлює і терпить невірність дружини, іноді називають віттолом або віттолем.

## Історія терміна

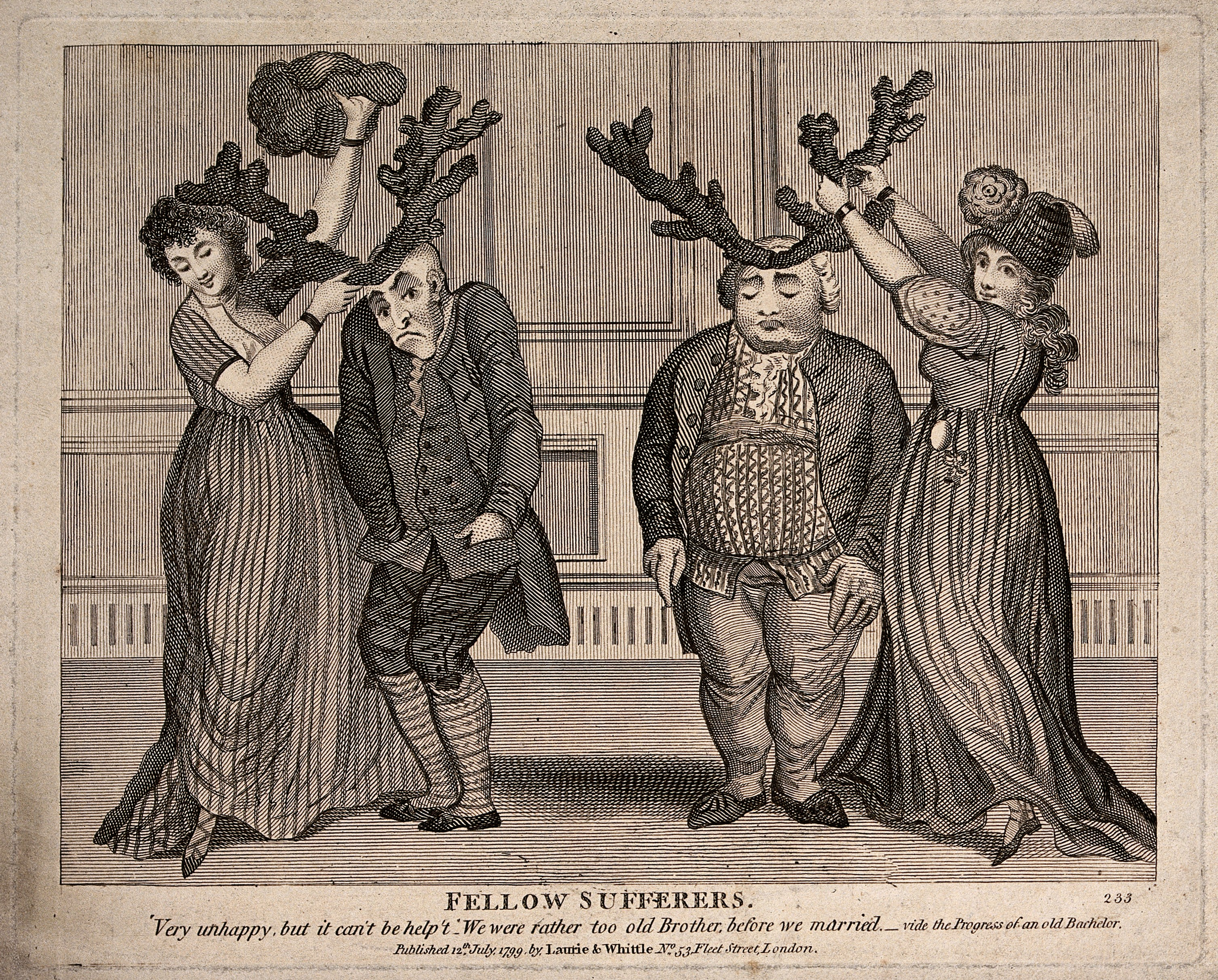
Сатира 1799 року показує, як молоді жінки рогоносять своїм партнерам.

Слово куколд походить від англійського cuckold, яке означає обманутого дружиною чоловіка та походить від слова «как (англ. cuck)» (слабкий або раболіпний чоловік) і від «зозуля» (англ. cuckoo), маючи на увазі її звичку відкладати свої яйця в гнізда інших птахів. Асоціація поширена в середньовічному фольклорі, літературі та іконографії. У західних традиціях куколдів іноді називають «ті, що носять роги куколда» або просто «ті, що носять роги». Це натяк на шлюбні звички оленів, які втрачають своїх дружин, коли їх перемагає інший самець. Це слово часто має на увазі, що чоловік обдурений, не знає про невірність своєї дружини й може не знати до тих пір, поки не з'явиться або не виросте дитина, яка точно не від нього (як у випадку з птахами-зозулями).
Перше вживання слова куколд в англійській мові зустрічається приблизно в 1250 році в середньовічній поемі-диспуті «Сова і соловей». Це слово було охарактеризоване як надто прямолінійний термін у «Падінні принців» Джона Лідгейта, c. 1440. Його також часто використовує Шекспір, описуючи обдурених чоловіків, та як частину образливих тирад.
Жіночий еквівалент куколда — какквін (cuckquean) уперше з'являється в англійській літературі в 1562 році, будучи утвореним додаванням жіночого суфікса до слова кук (cuck).
Абревіатура від слова куколд, термін кук (cuck) використовувався альтернативними правими, щоб атакувати мужність противника. Спочатку він був націлений на інших консерваторів, яких альтернативні праві вважали неефективними.

## Метафора і символіка

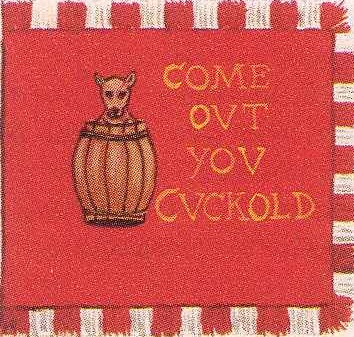
Прапор, використаний під час Англійської революції Гораціо Кері у зв'язку з сумно відомими сімейними проблемами графа Ессекса

### Роги
У західних традиціях куколдів іноді описували як «рогоносців». Це натяк на шлюбні звички оленів, які втрачають своїх партнерів, коли їх перемагає інший самець.
В Італії (особливо в Південній Італії, де це серйозне особисте правопорушення), образа " cornuto" часто супроводжується знаком рогів . Французькою мовою це «porter des cornes». Німецькою мовою це «
jemandem Hörner aufsetzen» або «Hörner tragen», чоловік - «der gehörnte Ehemann»
У Бразилії та Португалії використовується термін «corno», що означає саме «рогатий». Термін досить образливий, особливо для чоловіків і cornos є поширеним предметом жартів і анекдотів.
У «Ярусах печінки Гаргантюа і Пантагрюеля» Рабле (1546) рогатий дурень зображений як рогоносець. У «Жіночій школі» Мольєра (1662) чоловік на ім'я Арнольф (див. нижче), який висміює рогоносців, використовуючи образ рогатого бика (becque cornu), наприкінці сам стає таким рогоносцем.

### Зелений капелюх
У китайській мові рогоносець (або віттол) називається «戴綠帽子» dài lǜmàozi, що перекладається англійською як «у зеленому капелюсі». Цей термін є натяком на закони про розкіш, які використовувалися з XIII по XVIII століття, які вимагали від чоловіків у домогосподарствах з повіями загортати голову в зелений шарф (або пізніше капелюх).

## Асоціації
Святий Арнуль(t), Арнольф або Ернуль, можливо, Арнольд із Суассона, часто згадується як святий покровитель чоловіків-рогоносців, звідси і назва персонажа Мольєра Арнольф.
Грецького героя Актеона часто асоціюють з рогоносцем, оскільки, перетворюючись на оленя, він стає «рогатим». Про це йдеться в «Веселих дружинах Віндзора» Шекспіра, «Анатомії меланхолії» Роберта Бертона та інших.

## Міжкультурні паралелі

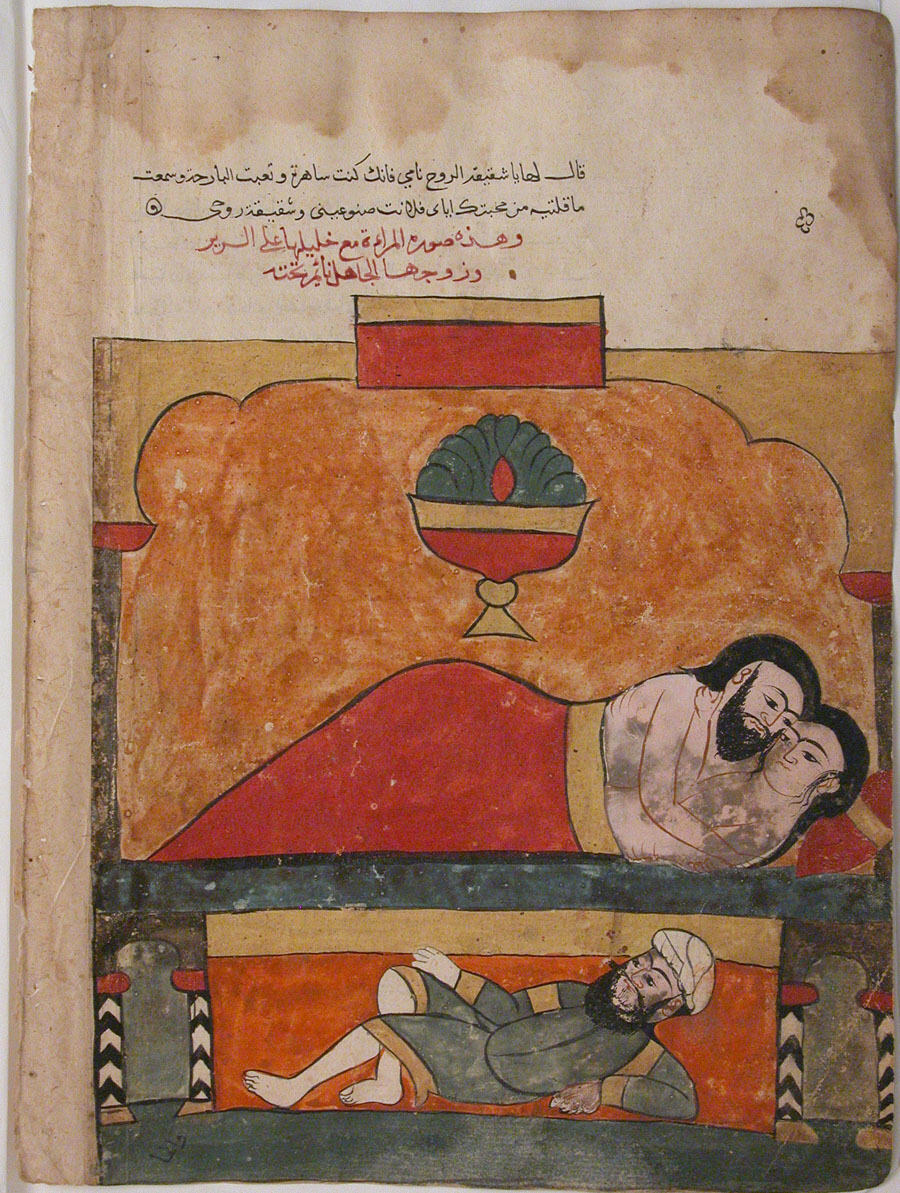
Куколд «Рогоносець-столяр під ліжком своєї дружини і її коханця», фоліо з Kalila wa Dimna MET sf1981-373-70b

В ісламських культурах споріднений термін dayouth (араб. دَيُّوث) може використовуватися для опису особи, яка розглядається як апатична або поблажлива щодо нецнотливої поведінки з боку родичів або подружжя, або яка не має такої поведінки (ghayrah) патерналістського захисту.  Варіанти написання включають dayyuth, dayuuth, або dayoos. Термін піддавався критиці за його використання як принизливого, а також наводить на думку про прийняття марних патерналістських гендерних ролей, стигматизацію сексуальності або надмірно захищену, нав’язливу сексуальну підтримку.

## Куколдинг як фетиш

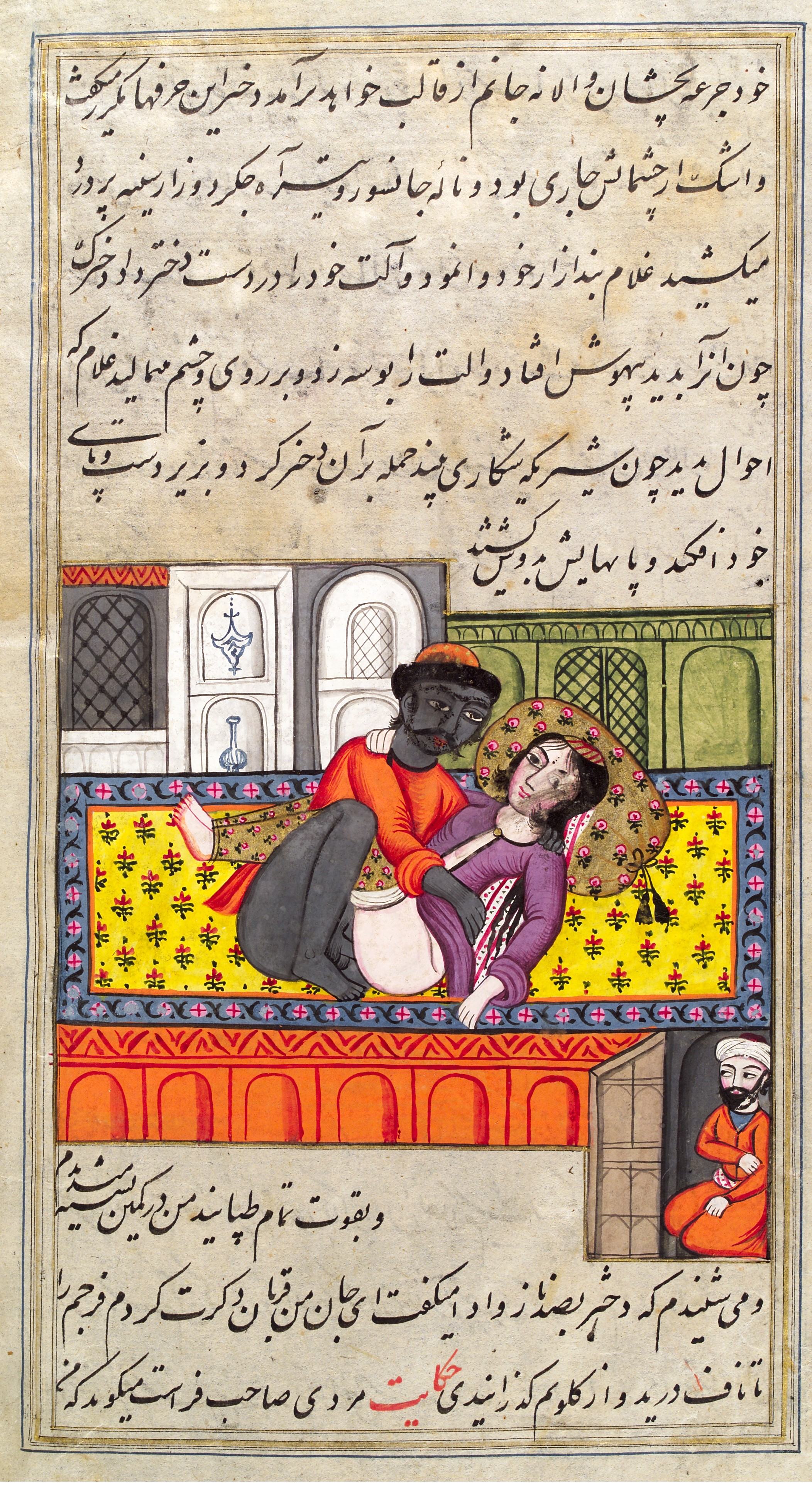
Перська мініатюра XV століття

На відміну від традиційного визначення цього терміну, у фетишизмі куколд (також відомий як «куколдний фетиш») є співучасником сексуальної «невірності» своєї партнерки. Дружину, яка насолоджується «куколдингом» чоловіка називають «куколдрессою», якщо чоловік більш покірний. Домінуючий чоловік, який спілкується з партнеркою рогоносця, називається «бик».
Куколд зазвичай покірний, рогоносець сам по собі є загальною частиною фемдому і тому також вважається різновидом БДСМ. Куколд насолоджується домінуванням жінки, або лише сексуально («Еротичний обмін силами») або в повсякденних речах або навіть у повсякденному житті («Загальний обмін силами»). Він може бути збуджений, якщо у партнера є один або кілька постійних коханців. Приниження в цій області також може мати еротичний ефект на рогоносця.
Іноді свідомо бажане підпорядкування куколда також поширюється на її коханця, оскільки рогоносець також бере на себе покірну роль щодо до нього і дозволяє йому домінувати над собою та принижувати його. Це може дійти настільки далеко, що куколд візьме на себе роль слуги для них обох. Сексуальні послуги, такі як підготовчий кунілінгус або очищення інтимної зони пари після статевого акту, в основному описуються в літературі про БДСМ.

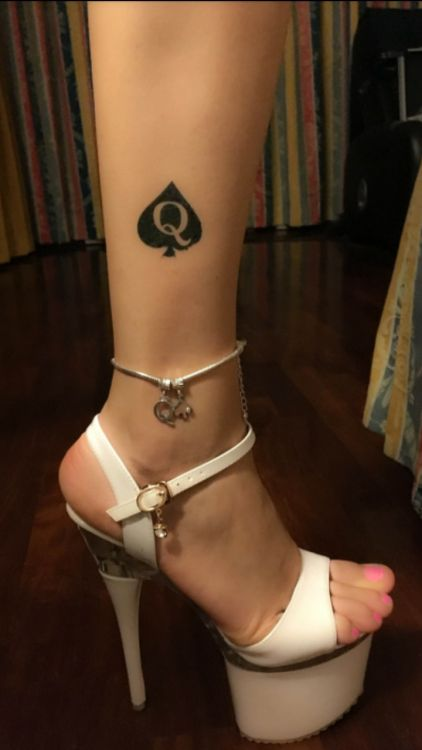
Пікова дама (Q♠) використовується як символ деякими "відверто невірними" жінками, так званими "гарячими дружинами".

У сфері жіночого домінування цнотливість рогоносців є однією з тем, яка часто з’являється в літературі. Незважаючи на те, що партнерка знаходить сексуальне та інше емоційне задоволення зі своїм постійним коханцем або зі зміною коханців, зв’язок з партнером зазвичай набагато міцніший, ніж з коханцем.
Якщо пара може зберегти фантазію в спальні або дійти згоди, згідно з якою рогоносці в реальності не зашкодять стосункам, вони можуть спробувати це в реальності. Це, як і інші статеві акти, може покращити сексуальні стосунки між партнерами. Однак основним прихильником фантазії майже завжди є той, кого принижують, або «куколд»: рогоносець переконує свою кохану взяти участь у фантазії за них, хоча інші «куколди» можуть віддати перевагу, щоб їхня кохана ініціювала ситуацію. Фетиш-фантазія взагалі не працює, якщо рогоносець принижується проти їх волі.
Психологія розглядає фетишизм рогоносців як різновид мазохізму, коли куколд отримує задоволення від приниження. У фрейдистському аналізі фетишизм рогоносця — це еротизація страхів невірності й невдач у чоловічій конкуренції за продовження роду та прихильність жінок. У своїй книзі «Мазохізм і особистість » психолог Рой Баумейстер висунув аналіз теорії «я» про те, що рогоносець (точніше, мазохізм) є формою втечі від самосвідомості в моменти, коли самосвідомість стає обтяжливою, наприклад, коли ви відчуваєте свою неадекватність. Згідно з цією теорією, фізичний або психічний біль від мазохізму відволікає увагу від себе, що було б бажано під час «почуття провини, тривоги чи невпевненості» або в інші часи, коли самосвідомість є неприємною.
Багатьом домінуючим жінкам подобається свідомий обмін владою в партнерстві та демонстрація своєї влади над партнером. Для покірного рогоносця може бути особливою честю у відповідь отримати приниження від свого партнера, а отже, увагу та вдячність як покірну частину стосунків. Зазвичай між партнерами немає таємниці. Тут є схожість із принципами поліаморії.

## Типи куколдів

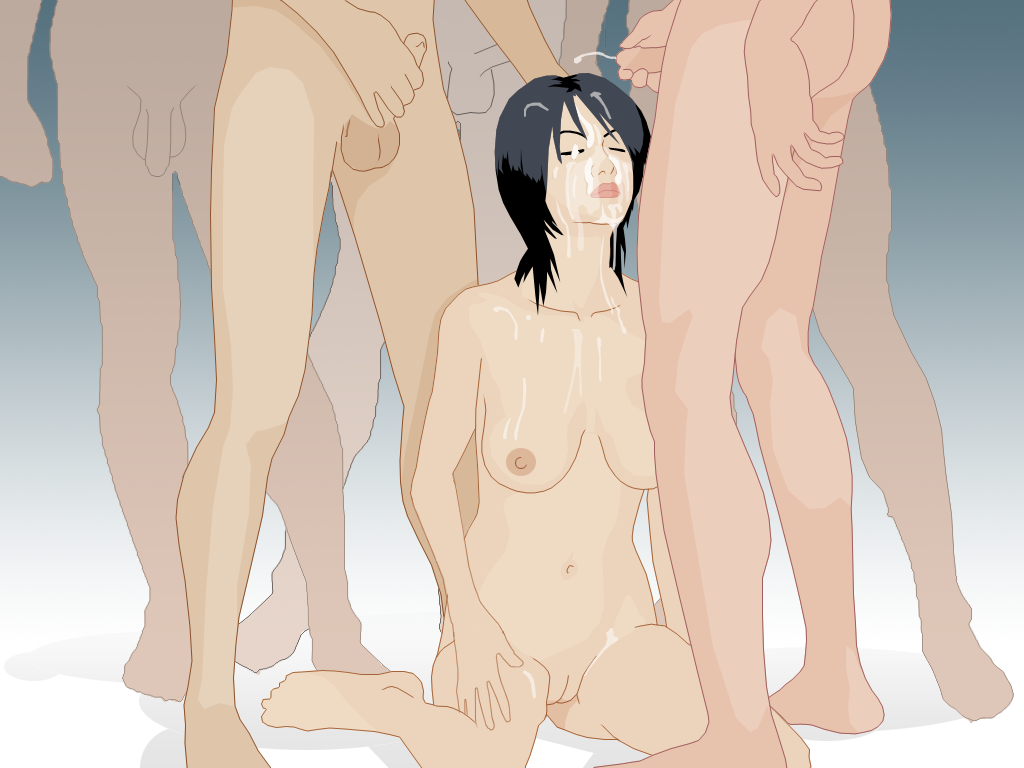
Кілька патрнерів

- Кукол-фантазер — чоловік/хлопець дуже сильно хоче, щоб його дружина мала секс з іншим чоловіком. Однак, в той же час, він переживаж, що його дружина може закохатися в когось іншого. І він не хоче ризикувати і руйнувати стосунки, бо він справді кохає її. З іншого боку, ця ідея дійсно заводить його дружину/подругу. Подібно до його думок, вона не хоче руйнувати стосунки, зайнявшись сексом з кимось іншим. У цьому типі куколдних стосунків куколдинг — це просто фантазія. Дружина насправді не спить з кимось іншим. Можливо, вона ходить на побачення або щось подібне, але фізичного зв'язку з кимось іншим немає. Щодо куколдних забав у спальні, то це, як правило, рольові ігри в зраду[38].
- Куколд-очікувач — куколд, який завжди чекає вдома, гадаючи, де його дружина, і уявляючи собі найбрудніші, найболючіші можливості. Або він чекає вдома в приниженні, дрочить, добре знаючи, що вона на прогулянці з одним зі своїх гарячих коханців-биків. Куколд все знає, оскільки дружина розповідає йому, що саме планує робити, або навіть надсилає йому в сексі повідомлення про сексуальні ігри з биком.
- Куколд-вуаєрист любить спостерігати, і, на щастя, його партнерка дозволяє йому це робити. Цей куколд відчуває біль і збудження зблизька, спостерігаючи, як бики його дружини торують собі шлях до сексу з нею. Куколд-вуайєрист смикає свій член у відчаї, відчуваючи пекучу агонію і збудження від того, що дружина не хочез ним сексу, і відчуваючи вдячність за те, що вона дозволяє йому спостерігати, як вона трахає своїх коханців у нього на очах.

Цнотливий куколд у жіночому одязі

- Цнотливий куколд — куколд, який перебуває у своєрідній кабалі, йому заборонено торкатися себе і своєї дружини. У той час як вона може мати стільки коханців-биків, скільки забажає, злітаючи до висот екстазу так часто, як забажає, її цнотливий куколд ніколи не може мати з нею сексу, і йому рідко або ніколи не дозволяється торкатися власного члена і звільнятися від нього. Це форма БДСМ і може включати в себе справжню клітку цнотливості для його члена, від якої дружина тримає ключ. Цей тип куколда живе в повному підпорядкуванні її примхам і повністю віддає свою сексуальність під її контроль.
- Покірний куколд — куколд, який повинен повністю підкорятися своїй королеві, домінуючій жінці. Вона робить все, що їй заманеться, а він лише те, що вона скаже. Покірний куколд може любити забезпечувати жінку фінансово (навіть у сенсі фінансового домінування), а іноді і її бика, або їхні спільні вечори — номери в готелях, їжу, білизну і секс-іграшки. Він може хотіти, щоб вона домінувала не лише в сексуальній сфері (або це може бути лише сексуальна сфера) — він може хотіти звільнити її від домашніх обов'язків, щоб спробувати догодити їй, або щоб дати їй більше часу для сексу з коханцем. Він може допомагати їй одягатися або роздягати її бика.
- Принижений куколд — куколд, якого особливо збуджує сексуальне приниження. Йому недостатньо того, що вона бігає навколо — він хоче, щоб над ним насміхалися, принижували і принижували. Вона може сварити його за те, що він паршивий коханець, з маленьким членом або без витривалості, або сміятися з нього за те, що він думає, ніби вона може його бажати.
- Жіночний куколд — куколд, який любить жіночність і приниження. Він може бути частиною примусової фемінізації, коли з нього знущаються, глузують і примушують поводитися як дівчина. Фемдом може застосовувати тактику сисифікації, наприклад, одягати його в жіночу білизну, прив'язувати його і насміхатися з його члена.
- Бісексуальний куколд думає про свою дружину… і про її бика. Він хоче, щоб його використовували з користю обидві сторони: він може смократи член коханцю дружини, лизати йому анус, підставляти свою дупу для анального сексу.

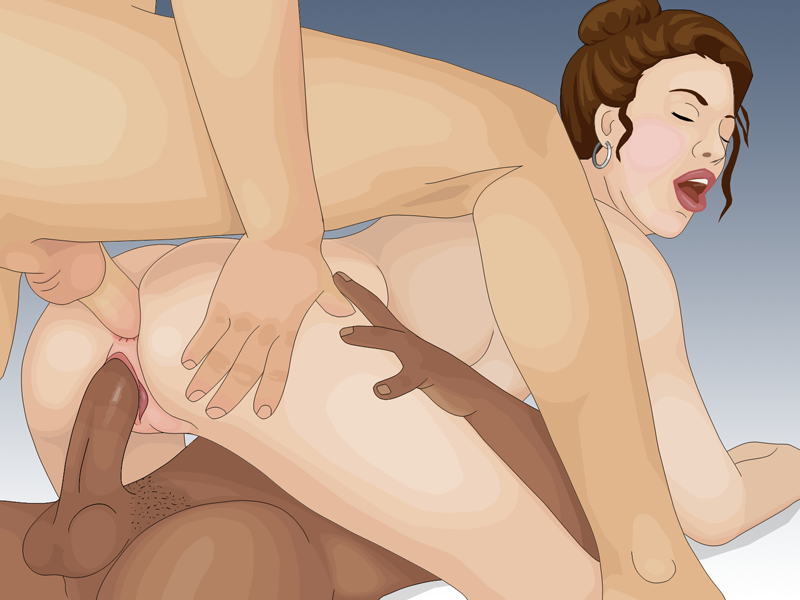
Куколд тріо

- Куколд тріо — куколд прагне бути частиною любовних пригод дружини і дуже вдячний, коли його запрошують до сексу втрьох.
- Куколд-прибиральник — це принизливий тип куколда, який іноді прибирає після того, як його дружина та її бики займаються любов'ю, перуть білизну або купають її та її коханців. Йому, можливо, доведеться прибирати сперму бика з тіла дружини, зокрема, витираючи її язиком.
- Куколд з примусу — це різновид консенсуальної незгоди. Такий куколд хоче зіграти якомога реальніше, так, ніби його примушують, обманюють і використовують проти його волі. Зазвичай, ця гра в першу чергу його ідея.

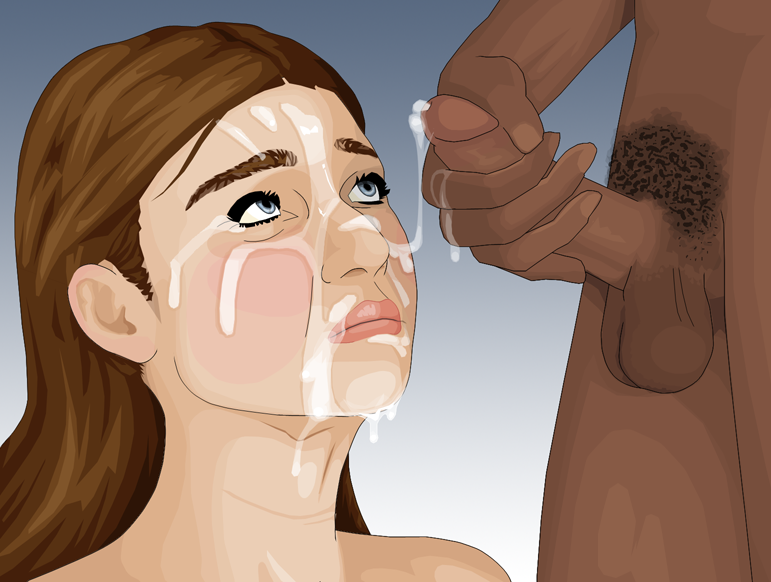
ВВС

- Куколд ВВС (велиого чорного члена) — куколд, якого надзвичайно збуджує те, що його дружина займається сексом з чорношкірими чоловіками з величезними членами. Естетика, колись табуйована, і приниження від неможливості конкурувати з цим биком — все це частина гострих відчуттів.

- Куколд груповухи — куколд, якому недостатньо зради дружини з одним чоловіком за раз. Він любить бачити свою дружину в ліжку з кількома хлопцями одночасно.
- Домінантний куколд — куколд, який керує грою. Він каже своїй дружині, з ким їй спати, і діє як режисер. Він дає їй дозвіл на секс з іншими чоловіками і навіть вирішує, з ким вона може це робити. Хоча такий тип, безумовно, існує, його зазвичай не вважають класичним куколдом. Зрештою, більшість чоловіків збуджуються від думки, що їхня дружина чи дівчина в ліжку з кимось іншим. Це не завжди куколд[38].
- Безкорисливий куколд просто хоче, щоб його жінка була щасливою. Такий куколд знає, що він не може задовольнити свою жінку, хоча він буде продовжувати намагатися зробити все можливе, щоб задовольнити її, якщо вона дасть йому таку можливість. Куколд може мати маленький пеніс, бути імпотентом, передчасно еякулювати або мати інші сексуальні проблеми чи проблеми з привабливістю. Цей тип куколдів, найімовірніше, робить куколдинг не заради сексуального задоволення, а скоріше через співчуття до щастя своєї дружини з її коханцем/коханцями.
- Куколд-життя — куколд, дружина якого спить з іншими чоловіками (і іноді часто). Пара грає багато куколдних ігор і веде активне куколдне сексуальне життя. Стосунки між ними міцні, тому немає ніяких ревнощів чи чогось подібного. Але важливо зазначити, що сексуальне життя пари — це просто… їхнє сексуальне життя. Поза ним у них нормальне життя звичайних людей[39][40].

## Розмежування
Куколдинг слід відрізняти від спільного використання дружини, сексуальної форми, при якій чоловік (чоловік) ділиться своєю дружиною з іншим або кількома іншими на рівних і не підкоряється. Крім того, від кандаулізму, при якому немає статевого акту з третьою стороною; третя сторона залишається в ролі спостерігача.
Віртуальним варіантом без згоди «кука» є Netorare, жанр хентай.